# Ферма (Бучанський район)
Фéрма — село Макарівської селищної громади Бучанського району Київської області, розташоване за 5 км від с. Королівка. Площа населеного пункту — 80 га.
Населення становить — 125 осіб. В селі 74 двори.
Село засновано на початку XX ст. Під назвою Ферма Наливайківська позначена на картах РСЧА 1933 року. У роки Німецько-радянської війни 29 односельців полягли на полі бою. У Фермі є братська могила 28 радянських воїнів, які загинули в боях у листопаді 1943 р.